# Барабашовка (Лозовский район)
Барабашовка (укр. Барабашівка), село,
Артельный сельский совет,
Лозовский район,
Харьковская область, Украина.
Код КОАТУУ — 6323980502. Население по переписи 2001 года составляет 60 (27/33 м/ж) человек.

## Географическое положение
Село Барабашовка находится на расстоянии в 5 км от реки Орелька,
на расстоянии в 2 км расположены сёла Дивизийное, Полтавское и Рубежное.
По селу протекает пересыхающий ручей с запрудами.

## История
- 1820 — дата основания.